# 3.er Escuadrón de la RAF (Reino Unido)
El 3.er Escuadrón de la Real Fuerza Aérea británica (RAF), opera aviones Typhoon FGR4 desde la base de la RAF en Coningsby, Lincolnshire.

## Historia

### Fundación y Primera Guerra Mundial
El 3.er Escuadrón del Real Cuerpo Aéreo fue formado en Larkhill el 13 de mayo de 1912, de la 2.ª Compañía de la Air Battalion Royal Engineers (Real Batallón Aéreo de Ingenieros) bajo el mando del Mayor HRM Brooke-Popham. Fue el primer escuadrón en recibir aviones de combate pesados, de allí el mote en latín: Tertius primus erit que significa "El tercero será el primero". En 1913, partiendo desde Halton, Buckinghamshire, realizó tareas de apoyo para unidades de campo de la División Household, división formada por unidades de países integrantes del Commonwealth. Un campo de aviación temporal fue instalado sobre el Maitland Parade Square, lo que más tarde se convertiría en la base de la RAF en Halton. Durante esta época, el 3.er Escuadrón voló un número de salidas con tareas de reconocimiento, y efectuó la primera confrontación entre un dirigible y un avión.
Enviado a Francia sobre el inicio de la Primera Guerra Mundial, el escuadrón inicialmente realizaba misiones de reconocimiento usando diversos de tipos de aviones. El as de vuelo inglés James McCudden sirvió primero como mecánico y después como observador, desde junio de 1913 a enero de 1916, antes de convertirse en piloto. Cecil Lewis, el autor del libro Sagittarius Rising voló aviones Morane Parasols con el 3.er Escuadrón durante la ofensiva a Somme, en el verano 1916. Más tarde en octubre de 1917, con la introducción de los aviones Sopwith Camel, el escuadrón efectuó misiones de combate y exploración, capturando 59 aviones enemigos, que fueron reclamados hacia el final de la guerra. El escuadrón fue disuelto en octubre de 1919.
En el escuadrón sirvieron nueve ases de la aviación; ellos fueron Douglas John Bell, George R. Riley, Will Hubbard, Adrian Franklin, Hazel LeRoy Wallace, Lloyd Hamilton, David Hughes, Neil Smuts y William H. Maxted.

### Período entre las guerras mundiales
Fue reformado en la India en 1920 como un escuadrón de combate equipado con Sopwith Snipes, pero nuevamente fue disuelto en octubre de 1921.
Fue reformado de inmediato a la nase de la RAF en Leuchars, Escocia, como un escuadrón naval de observación equipados con aviones Airco DH.9A, recibiendo aviones de reconocimiento Westland Walrus and Avro Bison, antes de ser disuelta para formar dos flotillas independientes, en abril de 1923.
Sin embargo, en abril de 1924, fue reformado como un escudrón de combate aéreo con aviones Snipes, realizando diferentes tipos de misiones, con base en Reino Unido. El único suceso que se puede mencionar por esos años, fue el despliegue de fuerzas en Sudán, durante la invasión italiana de Abisinia.

### Segunda Guerra Mundial
Al inicio de la Segunda Guerra Mundial, el 3.er Escuadrón fue parte del Mando de Caza de la RAF, con base en Biggin Hill, operando aviones Hawker Hurricane. En ese punto, despegó hacia Francia en apoyo a la Fuerza Expedicionaria Británica, tras el ataque de Alemania en el Frente Occidental en 1940, aunque fue obligado a retirarse después de 10 días, reclamando el derribo de 61 aviones alemanes, contra 21 de los propios.
El 21 de julio de 1940 la flotilla "B" del 3.er escuadrón, para ser parte del núcleo del recién formad 232.º Escuadrón. Una vez de vuelta a la fuerza, el 3.er Escuadrón se utilizó para defensa aérea de la base de la Marina Real en Scapa Flow, que queda en Escocia hasta abril de 1941, con asentamiento en la base de la RAF en Wick, en el norte de Escocia.
La escuadra entonces operado con luces de búsqueda "Turbinlite", apostadas en aviones Douglas A-20 Havoc, para operaciones de combate nocturnos.
En febrero de 1943 es reequipado con aviones Hawker Typhoon para ataques de cazabombarderos y antinaval. Es reequipado en marzo de 1944, con el nuevo caza Hawker Tempest, operando como cabeza de playa en Normandía y en contra de bombarderos V1 alemanes que vuelan, reclamando el derribo de 288 de estos aviones.
A continuación, desplegado a través del Canal de la Mancha, volando en el marco de la 2.ª Fuerza Aérea Táctica de la RAF, a través de los Países Bajos y en Alemania. Entre sus pilotos se pueden mencional al teniente de vuelo Pierre Clostermann, que voló con el 3.er Escuadrón desde marzo de 1945 hasta el final de la guerra en Europa.

### Posguerra
A continuación de la Segunda Guerra Mundial, el escuadrón empezó a volar los primeros aviones con motor a reacción, como el de Havilland DH.100 Vampire en 1948, en Alemania, donde había permanecido allí en las últimas etapas de la guerra. Los aviones Sabres y Hunters reemplazaron a los Vampires durante la década de 1950, seguidos por Gloster Javelin y luego por una conversión de bombarderos Canberra. La mayor parte del tiempo que operó con estos últimos, lo hizo desde la base de la RAF en Geilenkirchen, para trasladarse en enero de 1968 a la base de la RAF en Laarbruch en enero de 1968.
El escuadrón inicia el uso de aviones Harrier a comienzos de la década de 1970 con el modelo GR1. Más tarde recibiría los modelos GR3 y GR5, con asiento en la base de la RAf enGütersloh, recibiendo finalmente, en 1992, el modelo GR7 y su reubicación en la base de la RAF en Laarbruch. En 1999, con la reducción de la RAF en Alemania, la escuadrilla se trasladó al Reino Unido junto con el 4.º Escuadrón de la RAF. Los dos escuadrones operaban en la base de la RAF en Cottesmore, uniéndose con el otro escuadrón que operaba aviones Harrier: el 1.er Escuadrón de la RAF, en 2001.
Como parte de la Joint Force Harrier (Fuerza Conjunta de Harriers), el 3.er escuadrón opera aviones Harriers Flota Aérea de la Royal Navy, los cuales fueron adaptados para despegue desde los portaaviones de la misma. Las operaciones que llevó a cabo en esta época incluyen: el Bombardeo de la OTAN sobre Yugoslavia en Kosovo, en 1999; la Operación Palliser en Sierra Leona, en 2000; y la Operación Telic sobre Irak, en el 2003. En agosto de 2004, se anunció que 6 aviones Harriers serían desplegados en Afganistán, en apoyo de las fuerzas de la OTAN.
Posteriormente, Sus Harriers GR7 se pasan a la Flota Aérea de la Royal Navy, para ser utilizados por el 800.º Escuadrón Naval Aéreo, cuando el 3.er escuadrón fue reequipado con aviones Eurofighter Typhoon. Se convirtió en el primer escuadrón de aviones Thyphoon de la RAF el 31 de marzo de 2006, y fue declarado operacional en 2007.
En marzo del 2011, el 3.er escuadrón despegando desde el sur de Italia, toma parte en la Operación Ellamy sobre Libia, en cumplimiento de la Resolución 1973 del Consejo de Seguridad de las Naciones Unidas.

## Aviones utilizados
- Sopwith Camel septiembre de 1917-febrero de 1919
- Sopwith Snipe abril de 1920-octubre de 1921; abril de 1924-octubre de 1925
- Airco DH.9A octubre de 1921-octubre de 1922
- Westland Walrus enero de 1922-abril de 1923
- Hawker Woodcock II julio de 1925-septiembre de 1928
- Gloster Gamecock I agosto de 1928-julio de 1929
- Bristol Bulldog II mayo de 1929-diciembre de 1932
- Bristol Bulldog IIA febrero de 1931-enero de 1932; diciembre de 1932-junio de 1937
- Gloster Gladiator I marzo de 1937-marzo de 1939; julio de 1938-julio de 1939
- Hawker Hurricane I marzo–julio de 1938; julio de 1939-abril de 1941
- Hawker Hurricane IIA/IIB abril–noviembre de 1941
- Hawker Hurricane IIC abril de 1941-mayo de 1943
- Hawker Typhoon IB febrero de 1943-abril de 1944
- Hawker Tempest V febrero de 1944-abril de 1948
- De Havilland Vampire F.1 abril de 1948-mayo de 1949
- De Havilland Vampire FB.5 de mayo de 1949-mayo de 1953
- North American Sabre F.1/F.4 mayo de 1953-junio de 1956
- Hawker Hunter F.4 mayo de 1956-junio de 1957
- Gloster Javelin FAW.4 enero de 1959-diciembre de 1960
- English Electric Canberra B(I).8 enero de 1961-enero de 1972
- Hawker Siddeley Harrier GR.1A, T.2 enero de 1972-marzo de 1977
- Harrier GR.3, T.4 de marzo de 1977-mayo de 1989
- BAE Harrier GR.5, T4 mayo de 1989-febrero de 1992
- BAE Harrier GR7, T10 febrero de 1992-31 de marzo de 2006
- BAE Harrier GR7A 2004-31 de marzo de 2006
- Eurofighter Typhoon F2 1.º de abril de 2006-2015
- Eurofighter Typhoon T3 junio de 2011 - 2015
- Eurofighter Typhoon FGR4 junio de 2011 - presente[1]

## Comandantes
| Fecha de designación   | Nombre                            |
| ---------------------- | --------------------------------- |
| 20 de mayo de 1912     | Mayor Robert Brooke-Popham        |
| 12 de agosto de 1914   | Mayor J M Salmond                 |
| Abril de 1915          | Mayor D S Lewis                   |
| 1 de noviembre de 1915 | Mayor E R Ludlow-Hewitt           |
| Enero de 1916          | Mayor H D Harvey-Kelly            |
| Septiembre de 1916     | Mayor D E Stodart                 |
| Mayo de 1917           | Mayor E D Horsfall                |
| Junio de 1917          | Mayor J A De Courcy               |
| Septiembre de 1917     | Mayor R Raymond-Barker            |
| Abril de 1918          | Mayor R St Clair-McClintock       |
| Diciembre de 1920      | Líder de Escuadrón G G A Williams |